# Hiroši Očiai
Hiroši Očiai (* 28. únor 1946) je bývalý japonský fotbalista.

## Klubová kariéra
Hrával za Mitsubishi Motors.

## Reprezentační kariéra
Hiroši Očiai odehrál za japonský národní tým v letech 1974-1980 celkem 63 reprezentačních utkání.

## Statistiky
| Japonsko | Japonsko | Japonsko |
| Roky     | Záp.     | Góly     |
| -------- | -------- | -------- |
| 1974     | 2        | 0        |
| 1975     | 13       | 3        |
| 1976     | 15       | 2        |
| 1977     | 5        | 0        |
| 1978     | 14       | 3        |
| 1979     | 9        | 1        |
| 1980     | 5        | 0        |
| Celkem   | 63       | 9        |